# Можгинское (сельское поселение)
Можгинское — упразднённое муниципальное образование со статусом сельского поселения в Можгинском районе Удмуртии Российской Федерации.
Административный центр — село Можга.
25 июня 2021 года упразднено в связи с преобразованием муниципального района в муниципальный округ.

## Географические данные
Находится в центральной части района, граничит:
- на севере с административной границей (городской чертой) города Можга
- на востоке с Кватчинским сельским поселением
- на юге с Большесибинским сельским поселением
- на западе с Сюгаильским сельским поселением

По территории поселения протекают реки: Вала и Ныша.
Общая площадь поселения — 3307 гектар, из них сельхозугодья — 467 гектар.

## История
С 1921 по 1924 годы в селе Можга располагался административный центр Можгинского уезда.
В 1924 году проводится административно-территориальная реформа, укрупняются волости и создаются новые единицы — сельсоветы, в том числе был образован и Можгинский сельсовет.
В 1954 году Можгинский и Старо-Юберинский сельсоветы объединены в один Можгинский сельсовет, но позднее территория Старо-Юберинского сельсовета передана в состав Большесибинского сельсовета.
Статус и границы сельского поселения установлены Законом Удмуртской Республики от 13 июля 2005 года № 41-РЗ «Об установлении границ муниципальных образований и наделении соответствующим статусом муниципальных образований на территории Можгинского района Удмуртской Республики».
Законом Удмуртской Республики от 8 апреля 2016 года № 20-РЗ, были преобразованы, путём их объединения, муниципальные образования Александровское, Большесибинское, Можгинское, Старокаксинское в новое МО «Можгинское» с административным центром в селе Можга.

## Население
| 2008  | 2010  | 2012  | 2013  | 2014 | 2015 | 2016 |
| ----- | ----- | ----- | ----- | ---- | ---- | ---- |
| 1071  | ↘986  | ↘942  | ↘930  | ↗947 | ↘936 | ↘909 |
| 2017  | 2018  | 2019  | 2020  |      |      |      |
| ↗2946 | ↘2928 | ↘2878 | ↘2793 |      |      |      |

## Состав сельского поселения
| №  | Населённый пункт | Тип населённого пункта       | Население |
| -- | ---------------- | ---------------------------- | --------- |
| 1  | Александрово     | деревня                      | ↘131      |
| 2  | Биляр            | село                         | ↘10       |
| 3  | Большие Сибы     | деревня                      | ↘578      |
| 4  | Замостные Какси  | деревня                      | ↘366      |
| 5  | Лесная Поляна    | посёлок                      | ↘161      |
| 6  | Малые Сибы       | деревня                      | ↗7        |
| 7  | Можга            | село, административный центр | ↘781      |
| 8  | Новопольск       | деревня                      | ↘1        |
| 9  | Новые Какси      | деревня                      | →71       |
| 10 | Новые Юбери      | деревня                      | ↗26       |
| 11 | Почешур          | деревня                      | ↘133      |
| 12 | Санниково        | деревня                      | ↘13       |
| 13 | Старые Какси     | деревня                      | ↘339      |
| 14 | Старые Юбери     | деревня                      | ↘298      |
| 15 | Трактор          | деревня                      | ↘275      |
| 16 | Юдрук            | деревня                      | ↘69       |